# Cathleen Galgiani

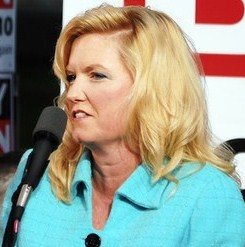
Cathleen Galgiani

Cathleen Galgiani (* 4. Januar 1964) ist eine US-amerikanische Politikerin der Demokratischen Partei.

## Leben
Galgiani studierte an der California State University in Sacramento. Als Physiotherapeutin war sie nach ihrem Studium in Kalifornien tätig. Seit 3. Dezember 2012 ist sie Senatorin im Senat von Kalifornien. Im Wahlkampf besiegte sie 2012 den republikanischen Politiker Bill Berryhill und 2016 bei ihrer Wiederwahl den republikanischen Politiker Alan Nakanishi. Sie wohnt in Stockton, Kalifornien.